# Union Fire Company

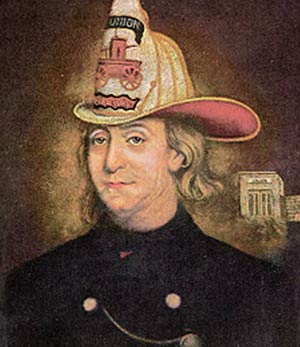
Benjamin Franklin, the Fireman, ca 1850. Charles Washington Wright. Franklin es representado llevando puesto el casco protector de la Union Fire Company.

La Union Fire Company, a veces llamada Benjamin Franklin's Bucket Brigade, fue un cuerpo voluntario de bomberos formado en Filadelfia en 1736 con el apoyo de Benjamin Franklin. Fue la primera organización de lucha contra el fuego de la ciudad, aunque en el año posterior a la fundación de esta aparecería también la Fellowship Fire Company. Se formó el 7 de diciembre de 1736 —después de una serie de artículos en Pennsylvania Gazette, donde Franklin y otros autores señalaron la necesidad de mecanismos de lucha contra el fuego más efectivos— y permaneció activa hasta 1820 aproximadamente.

## Organización
En el libro History of Philadelphia: 1609—1884, publicado en 1884, John Thomas Scharf y Thompson Westcott describen la organización de la sociedad:

La Union Fire Compan fue una asociación de asistencia mutua. Cada miembro acordó proporcionar, por su propia cuenta, seis cubos de cuero y dos sacos de lino grueso, cada uno marcado con su nombre y el nombre de la sociedad, y que debían llevar consigo a cada incendio. Los cubos tenían el fin de transportar agua para extinguir las llamas, y las sacos eran para recoger y proteger bienes que estaban en peligro, y así salvarlos del riesgo de robo. Los miembros se comprometieron a reparar cualquier lugar en peligro bajo una alarma de incendio con sus aparatos. Algunos supervisaban el uso del agua, otros permanecían de pie en las puertas de las casas en peligro, y protegían la propiedad en caso de un robo. En una alarma de fuego nocturna se convino en que debían colocarse luces en las ventanas de las casas de los miembros cercanos el fuego “con el fin de evitar confusiones, y para permitir a sus amigos dar una asistencia más rápida y eficaz.”

De acuerdo con Scharf y Westcott, la sociedad se limitó a 30 miembros los cuales se reunían ocho veces al año y eran multados si llegaban tarde o perdían una reunión. La compañía no tenía presidente, pero sí un tesorero y un secretario, que tomaban los turnos de los miembros en general, estos no solo manejaron la comunicación con otros miembros, sino que también inspeccionaban al equipo. Scharf y Westcott indicaron que esta estructura fue la base para todas las compañías de bomberos en Filadelfia hasta la Guerra de Independencia. Algunos de los primeros miembros de la compañía fueron Isaac Pascual, Samuel Powell, William Rawle y Samuel Syme.

## Equipamiento
Con respecto al equipo, Scharf y Westcott señalan lo siguiente:

En esta época las locomotoras y los baldes eran los únicos aparatos disponibles, ya que había muy pocas bombas, y el suministro de agua era escaso. La locomotora de la Union Company, según se cree, fue importada de Inglaterra, al igual que también las de las otras sociedades constituidas hasta 1768.

La locomotora de la Union Company probablemente se mantuvo en una casa en el callejón Grindstone, que se extendía hacia el norte desde la calle del mercado hasta la iglesia del callejón, al oeste de la segunda calle.

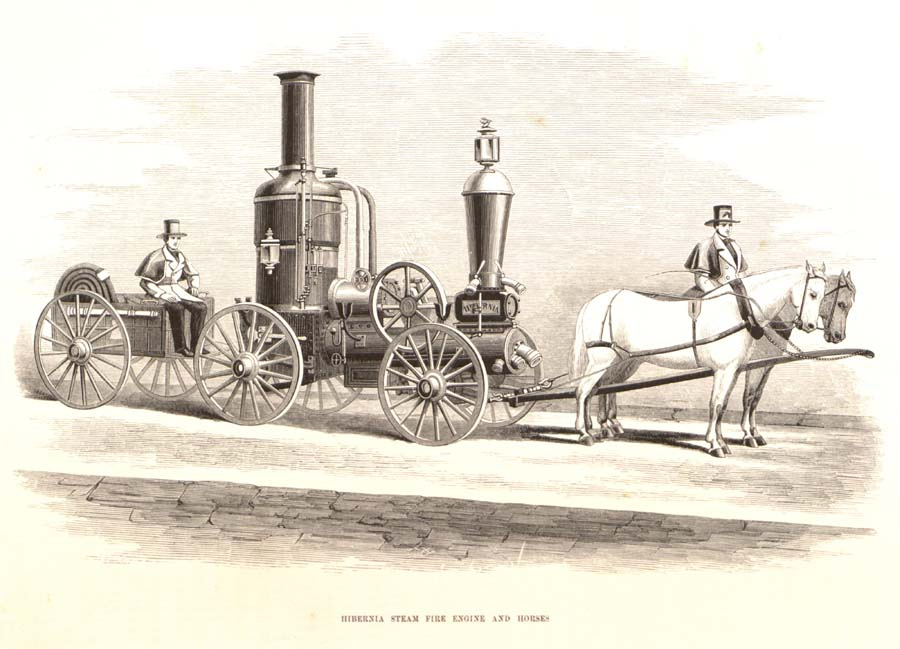
Ilustración de un carro del cuerpo de bomberos Hibernia. Máquinas similares eran usadas a finales del siglo XVIII y principios del XIX en el Atlántico Medio.

En 1752, la Union Fire Company, junto con la Hand-in-Hand Fire Company, compró una campana de incendios que se colocó en la cuarta calle desde donde se podía escuchar en toda la ciudad.  Hacia 1791, la compañía poseía una manguera de incendios de 80 pies (24 metros), considerablemente más corta que la manguera de 120 pies (37 metros) propiedad de la Fellowship Fire Company. Además, en ese año, según el editor de la autobiografía de Benjamin Franklin, John Bigelow, la compañía poseía 250 cubos, 13 escaleras, dos anzuelos y “ningún saco”.